# Тербонн (тауншип, Миннесота)
Тербон (фр. Terrebonne) — тауншип в округе Ред-Лейк, Миннесота, США. В его границах находится одноимённый город-призрак. На 2000 год его население составило 140 человек. Назван в честь города Тербон в Квебеке, Канада.

## География
По данным Бюро переписи населения США площадь тауншипа составляет 93,2 км², из которых 93,2 км² занимает суша, водоёмов нет.

## Демография
По данным переписи населения 2000 года здесь находились 140 человек, 59 домохозяйств и 37 семей. Плотность населения —  1,5 чел./км². На территории тауншипа расположено 65 построек со средней плотностью 0,7 построек на один квадратный километр. Расовый состав населения: 100,00 % белых.
Из 59 домохозяйств в 23,7 % воспитывались дети до 18 лет, в 55,9 % проживали супружеские пары, в 8,5 % проживали незамужние женщины и в 35,6 % домохозяйств проживали несемейные люди. 27,1 % домохозяйств состояли из одного человека, при том 15,3 % из — одиноких пожилых людей старше 65 лет. Средний размер домохозяйства — 2,37, а семьи — 2,95 человека.
24,3 % населения — младше 18 лет, 5,7 % — в возрасте от 18 до 24 лет, 27,1 % — от 25 до 44, 20,7 % — от 45 до 64, и 22,1 % — старше 65 лет. Средний возраст — 40 лет. На каждые 100 женщин приходилось 109,0 мужчин. На каждые 100 женщин старше 18 приходилось 107,8 мужчин.
Средний годовой доход домохозяйства составлял 34 375 долларов, а средний годовой доход семьи —  44 688 долларов. Средний доход мужчин —  31 875  долларов, в то время как у женщин — 28 750. Доход на душу населения составил 13 924 доллара. За чертой бедности находились 6,5 % семей и 8,6 % всего населения тауншипа, из которых 22,2 % старше 65 лет.